# Golden Globe 1950
La 7ª edizione della cerimonia di premiazione dei Golden Globe si è tenuta il 23 febbraio 1950 all'Ambassador Hotel di Los Angeles, California.

## Premi per il cinema
Vengono di seguito indicati in grassetto i vincitori. Ove ricorrente e disponibile, viene indicato il titolo in lingua italiana e quello in lingua originale tra parentesi.

### Miglior film
- Tutti gli uomini del re (All the King's Men), regia di Robert Rossen
- Le due suore (Come to the Stable), regia di Henry Koster

### Migliore Film promotore di Amicizia Internazionale
- Cuore solitario (The Hasty Heart), regia di Vincent Sherman
- Monsieur Vincent (Monsieur Vincent), regia di Maurice Cloche (Francia)

### Miglior regista
- Robert Rossen – Tutti gli uomini del re (All the King's Men)

### Miglior attore protagonista
- Broderick Crawford – Tutti gli uomini del re (All the King's Men)
- Richard Todd – Cuore solitario (The Hasty Heart)

### Migliore attrice protagonista
- Olivia de Havilland – L'ereditiera (The Heiress)
- Deborah Kerr – Edoardo mio figlio (Edward, My Son)

### Miglior attore non protagonista
- James Whitmore – Bastogne (Battleground)
- David Brian – Nella polvere del profondo Sud (Intruder in the Dust)

### Migliore attrice non protagonista
- Mercedes McCambridge – Tutti gli uomini del re (All the King's Men)
- Miriam Hopkins – L'ereditiera (The Heiress)

### Miglior attore debuttante
- Richard Todd – Cuore solitario (The Hasty Heart)
- Juano Hernández – Nella polvere del profondo Sud (Intruder in the Dust)

### Migliore attrice debuttante
- Mercedes McCambridge – Tutti gli uomini del re (All the King's Men)
- Ruth Roman – Il grande campione (Champion)

### Migliore sceneggiatura
- Robert Pirosh – Bastogne (Battleground)
- Walter Doniger – La corda di sabbia (Rope of Sand)

### Migliore fotografia

#### Bianco e nero
- Franz Planer – Il grande campione (Champion)
- Burnett Guffey – Tutti gli uomini del re (All the King's Men)

#### Colore
- The Walt Disney Studios – Le avventure di Ichabod e Mr. Toad ( (The Adventures of Ichabod and Mr. Toad)
- Harold Rosson – Un giorno a New York (On the Town)

### Migliore colonna sonora originale
- Johnny Green – L'ispettore generale (The Inspector General)
- George Duning – Tutti gli uomini del re (All the King's Men)

### Miglior film straniero
- Ladri di biciclette, regia di Vittorio De Sica (Italia)
- Idolo infranto (The Fallen Idol), regia di Carol Reed (Regno Unito)